# Gargas (Vaucluse)
Gargas é uma comuna francesa na região administrativa da Provença-Alpes-Costa Azul, no departamento de Vaucluse. Estende-se por uma área de 14,9 km². Em 2010 a comuna tinha 3 110 habitantes (densidade: 208,7 hab./km²).